# Organização Hidrográfica Internacional

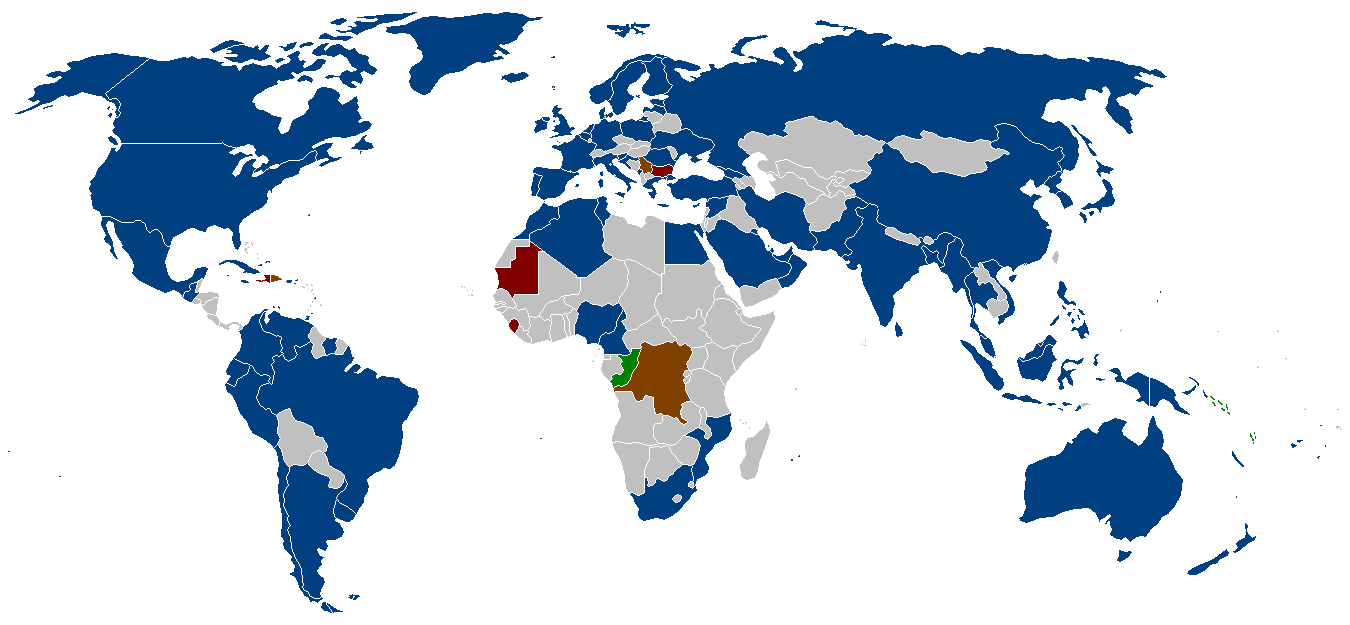
Estados membros
Membros suspensos
Aprovados, mas em espera como membros
Admissão em curso Dados de 2006.

A Organização Hidrográfica Internacional (em inglês:  International Hydrographic Organization, em francês:  Organisation hydrographique internationale) é uma organização intergovernamental consultiva e técnica de hidrografia, estabelecida por um acordo assinado no Mónaco em 3 de maio de 1967, que entrou em vigor em 1970.
A primeira comissão sobre a hidrografia internacional foi criada em 1921, porém o seu status para organização internacional mudou somente em 1970, com a Organização Hidrográfica Internacional. Atualmente a organização conta com 77 Estados membros. A função da organização é incentivar a segurança na navegação e a proteção do ambiente marítimo.
O objetivo da organização é incentivar:
- a coordenação de atividades dos escritórios hidrográficos nacionais;
- a maior uniformização possível de cartas náuticas e documentos;
- a adoção de métodos eficientes para aproveitar e explorar os exames hidrográficos;
- o desenvolvimento das ciências no campo da hidrografia e das técnicas empregadas na oceanografia descritiva.